# Le Banquet (Xénophon)
Pour les articles homonymes, voir Le Banquet.
Le Banquet (en grec ancien Συμπόσιον) est un texte de Xénophon, dialogue écrit entre -390 et -370, alors que l’auteur réside dans son domaine de Scillonte, ville du Péloponnèse. Il est constitué d’une série de discours portant sur la nature et les qualités de l’amour.

## Lieu et date dramatiques
Le banquet est censé avoir eu lieu chez Callias, dans sa maison au Pirée, l'année où Autolycos fut victorieux  au pancrace, en 422 ou en 421 av. J.-C..

## Présentation

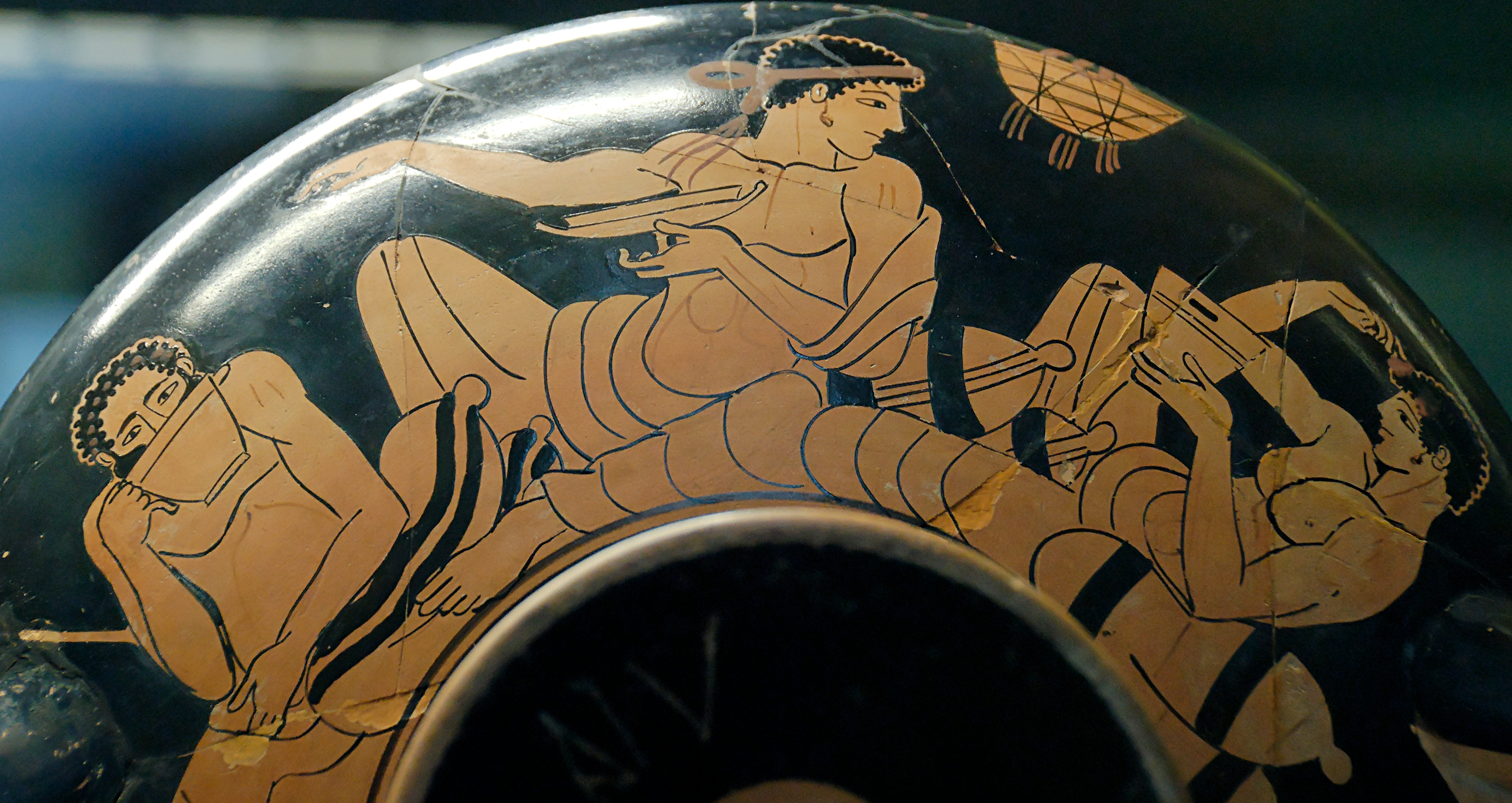
Scène de Banquet. Coupe attique, v. 480 av. J.-C. (musée du Louvre).

Dans le Banquet de Xénophon, la conversation à laquelle Socrate impose plus ou moins discrètement ses orientations, contient en filigrane une immense argumentation en faveur de la kalokagathie, ses caractéristiques et des moyens d’y accéder. 
Xénophon décrit Socrate différemment de Platon : l’amour est censé manquer de beauté, parce qu’il recherche la beauté et que l’on ne recherche que ce dont on manque. Xénophon donne suite à ses Mémorables par son Banquet. La beauté de l’athlète Autolycos monopolise l’attention de tous les convives, invités par Callias chez lui à participer à un banquet en l’honneur d’Autolycos, dont l’auteur rapporte le symposion — traditionnellement traduit par « Banquet », plus littéralement « réunion de buveurs » et plus exactement « Beuverie »  — est l’un des loisirs préférés des Grecs. Il était autorisé aux hommes de danser à la fin des banquets, pendant le symposion, prétextant l’ivresse : Théophraste dans son ouvrage Caractères, montre comme tout à fait inapproprié un malotru qui prend pour partenaire quelqu’un de sobre, pas même éméché. Certains anachronismes ont été relevés par Athénée chez Platon et Xénophon, et notamment Claude Mossé dans son édition du Ménéxène : selon Athénée de Naucratis, Xénophon n’était peut-être pas encore né, au moins aurait-il été enfant à cette époque.

## Introduction
Callias, Autolycos et son père l’orateur Lycon rencontrent Socrate en compagnie de ses disciples Antisthène, Criton d'Athènes et son fils Critobule ; Charmide et le philosophe Hermogène.

## Personnages principaux
- Socrate, philosophe.
- Callias : éraste d’Autolycos, riche notable athénien dans la maison duquel a lieu le dialogue.
- Antisthène : philosophe grec, considéré comme le fondateur de l’école cynique et initiateur de l’école stoïque. Des deux ouvrages socratiques intitulés Le Banquet, Antisthène n'est présent que dans la version de Xénophon.
- Charmide : jeune noble désargenté, oncle de Platon.
- Autolycos, fils de Lycon : jeune athlète dont Callias est très épris. Autolycos fut un pancratiaste vainqueur de l’épreuve des Grandes Panathénées. Le Banquet est donné en son honneur. Il mit une garnison dans l’Acropole et nomma harmoste le Spartiate Callibios. Un jour que Callibios leva son bâton sur l’athlète dans l’intention de le frapper, l’autre lui donna un croc-en-jambe et le fit tomber à la renverse. Lysandre, loin d’en être fâché, reprocha à Callibios de ne pas savoir commander à des hommes libres. Mais les Trente, pour faire leur cour à Callibios, firent peu après mourir Autolycos. Une comédie d'Eupolis porte son nom, raille sa victoire, et fait de sa mère Rhodia et son père des parasites de Calias[7].
- Lycon
- Hermogène : philosophe, frère de Callias, l’un des maîtres de Platon.
- Critobule, disciple de Socrate, fils de Criton d’Athènes, jeune marié, également présent dans L’Économique et Le Banquet de Xénophon[8].
- Nicératos : père du stratège athénien Nicias, jeune marié.
- Philippe, un bouffon.
- Un amuseur public originaire de Syracuse, accompagnés d’une danseuse et acrobate, d'une flûtiste et d’un garçon cithariste et danseur.

## Composition

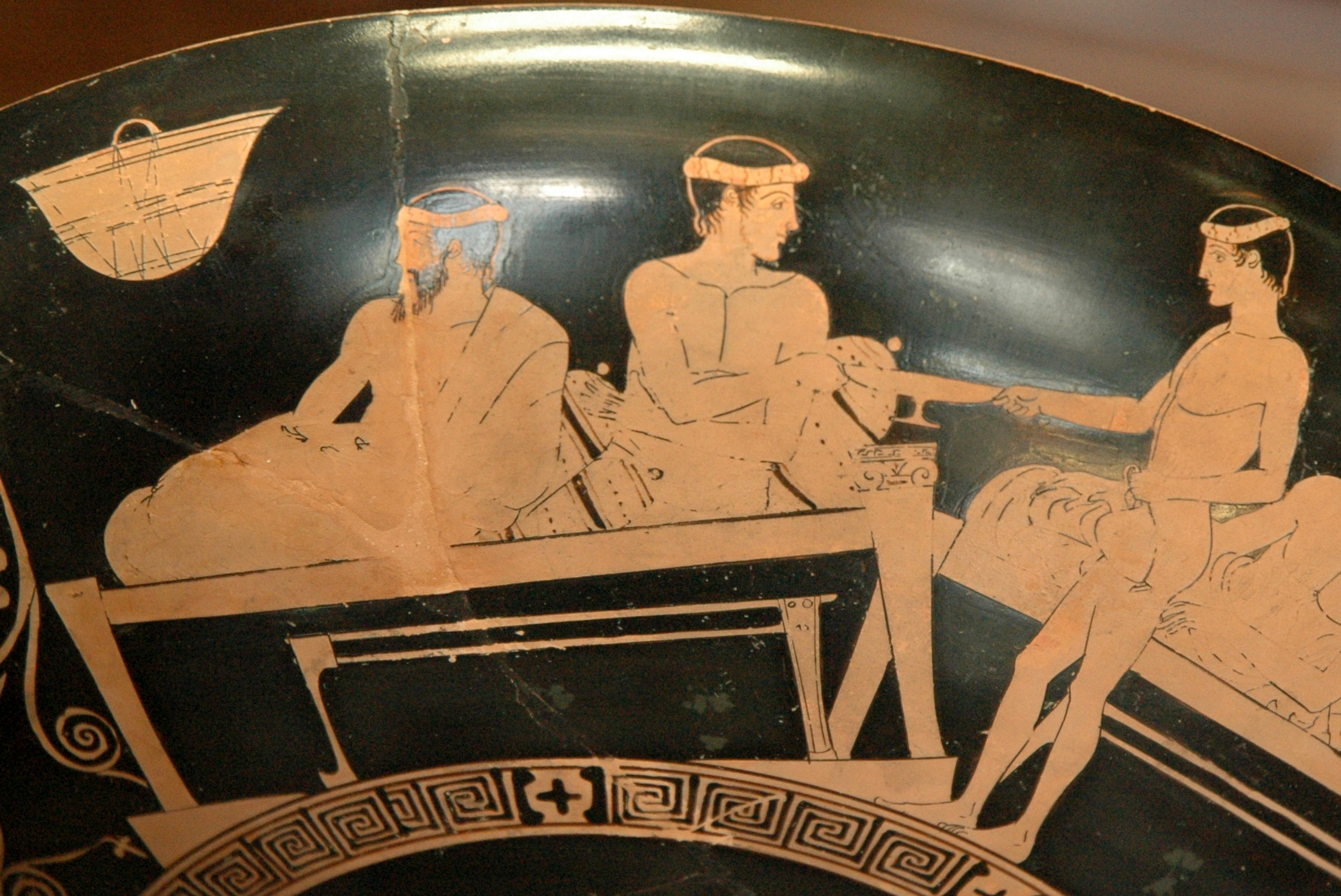
Jeune garçon servant du vin lors d'un banquet (kylix attique, v. 460/-450, Musée du Louvre).

### Chapitre I. Callias célèbre la victoire d'Autolycos au pancrace par un banquet où il invite Socrate et quelques-uns de ses amis.
Xénophon raconte le préambule à la réception de Callias, et sa rencontre avec Socrate. Une fois attablés, la beauté d’Autolycos imposant le silence, les convives restent calmes. Même lorsque Philippe, un bouffon, entre dans la salle, il ne fait aucune impression. Critobule finit par rire à un mot d’esprit de Philippe, et les convives retrouvent un certain entrain, qui permet de manger, de faire quelques libations et danses au son d’une flûtiste.

### Chapitre II. Musique et danses. L'éducation des femmes. L'enseignement du courage.
Observant les artistes, Socrate commente les prouesses de la danseuse, vante l’agilité des danseurs. Callias se réjouit de l’ambiance, à laquelle selon lui ne manque plus que la douceur des parfums ; à ce moment, Socrate, citant le poète Théognis de Mégare, répond à Callias :
« L’honnête homme du bien te montre le sentier ;

Le méchant te corrompt et te perd tout entier. »
S’ensuit une conversation sur les parfums, dans laquelle Socrate fait une parallèle entre vêtements et parfums - tel allant mieux à un sexe qu’à l’autre, tandis que, répondant à Lycon qui se demande si le parfum d’une personne ne dépend pas de son âge, Socrate est d’avis que l’âge d’un homme doit lui procurer un parfum de vertu, et que ce parfum-là trouve son origine dans la pratique de la vertu.
Revenant à la danseuse, Socrate discute l’éducation et l’enseignement qu’un mari doit à son épouse. Là où Antisthène continue la discussion, il demande à Socrate pourquoi il avait épousé Xanthippe, dont le caractère acariâtre était célèbre dans l’Athènes antique. Xénophon fait répondre à Socrate qu’il l’avait épousée pour s’exercer à la supporter, comme tous les autres caractères des hommes.
De la femme, le sujet de la danse est abordé par Socrate qui discute de l’exercice avec le Syracusain et admet s’y adonner ; Charmide confirme, et Callias se dit prêt à prendre lui aussi des cours. Xénophon remarque considère la danse comme un système scientifique d'entraînement physique pouvant exercer tout le corps de façon symétrique, puis Socrate invite à boire, évoquant une légère ivresse pour prétexte du début des danses,. On discute allègrement des fleurs, des dieux et de la boisson, Socrate évoquant au passage le rhéteur Gorgias, le bouffon Philippe incitant les échansons à l’action.

### Chapitre III. On convient que chacun des convives louera ce dont il est le plus fier.
Le jeune cithariste accorde son instrument, et Socrate, incité par Charmide à prendre la parole, se réjouit du jeune homme et de sa collègue qui arriveront à tous les divertir, et met en vis-à-vis l’utile et l’agréable des artistes et l’utile et l’agréable de chacun des invités l’un pour l’autre. L’exhortation à philosopher lance la discussion. Callias exprimant son accord pour expliquer sa science et en livrer à tous un échantillon - les questions des uns aux autres porteront sur ce que chacun à de bon et ce qu’il croit savoir de meilleur.
Callias, s’écartant de ce qu’on lui demande de détailler, amène la discussion à ce qui le rend le plus fier de sa science : sa science rend selon lui les hommes meilleurs. Sur une question d’Antisthène, on apprend que sa science ne rend pas les gens meilleurs par une mécanique, mais par la probité, parce que la justice qui en fait partie ne mène pas à son contraire. Nicératos est ensuite invité à prendre la parole, et, évoquant son père, il est fier d’avoir hérité de lui la connaissance de l’Iliade et l’Odyssée en entier. Une brève critique des rhapsodes par Antisthène est affirmée et close par Socrate, pour qui le sens profond des poèmes échappe aux récitants que sont les rhapsodes ; Socrate fait également remarquer à Nicératos qu’il a payé certains experts.
Critobule est fier de sa beauté, et il dit de lui-même qu’il ne vaut rien si cela ne lui sert pas à améliorer les hommes. Antisthène est fier de sa richesse, sujet qu’il met en suspens avec ironie en déclarant qu’il n’a ni argent ni terres.

Charmide est fier de sa pauvreté, ce qu’apprécie Socrate : la pauvreté ne fait naître ni envie, ni dispute, et qu’elle n’exige aucune garde tout en croissant même si on la néglige.

Socrate est fier de ses talents d'entremetteur, talent qu’il dit de beaucoup de valeur, mais il déclare ne pas se servir. Philippe acquiesce à Lycon qui dit que ce dont il est le plus fier est de pouvoir faire rire, tandis que Lycon lui-même est plus fier de son fils que quoi que ce soit d’autre, compliment qu’il lui rend. La parole émeut les convives, Callias dit d’ailleurs que Lycon est le plus riche des hommes qui soit, parce qu’aucune valeur ne peut égaler l’objet de sa fierté. 
Hermogène se dit le plus fier de ses amis vertueux, qui malgré leur puissance ne le négligent pas

### Chapitre IV. Callias loue la justice, Critobule sa beauté, Socrate l'excellence du métier d'entremetteur.
Socrate demande à chacun pourquoi ce dont il est fier mérite qu’il en soit fier. À cela, Callias est le premier à répondre qu’il est fier que ses richesses rendent les gens plus justes ; prenant la parole, il se dit fier de rendre les hommes plus justes en mettant de l’argent dans sa foi, entendant par là que la suffisance qu’il procure ainsi à l’autre empêche celui-ci de penser à mal agir. Antisthène le reprend, parce que la justice ne se trouve pas dans la fortune de chacun, mais en son âme, poursuivant cette idée lorsque Callias lui avoue que d’aucuns après qu’il les a aidés, le détestent davantage. Forcé de constater que rendre les hommes plus justes face à autrui et pas à soi, Callias se résigne lorsque Antisthène est soutenu par Socrate.
Nicératos, revenant à Homère, se dit fier de le connaître, parce que ses vers concernent tous les aspects de la vie humaine et son comportement : l’oignon accompagne la boisson, et permet de cacher les intentions du buveur.
Critobule, qui a parlé de sa beauté, dit que s’il a abordé sa beauté, c’est que chacun est de cet avis, et lui y font croire. Tandis que ses amis ont ces avis sur sa beauté, Critobule considère que chacun ressent ce qu’il éprouve pour Clinias, personnalité athénienne qu’il trouve d’une beauté digne d’être contemplée autant sinon davantage que la sienne. La beauté naturelle ne réclame pas les efforts que réclame le travail de ceux qui veulent devenir fort, du courageux face aux dangers, du savant qui se veut éloquent. La beauté de Critobule lui permet de désintéresser ceux qui se veulent vertueux, tandis que Callias ne peut agir sans fortune. Chaque âge a son charme, selon Critobule, et son âge à lui, lui permettrait de séduire le danseur présent avec plus d’aisance que Socrate s’il le souhaitait, et il obtiendrait ses faveurs avec plus de facilité - sans pour autant se croire le plus beau pour autant, ni plus beau que Socrate non plus. Socrate rappelle que se souvenir de quelqu’un sans le nommer n’empêche pas de penser après l’avoir évoqué. Lorsque Critobule se remet à parler de Clinias, Socrate révèle que Critobule a embrassé Clinias, et que c’est pour ce genre de propos que son père le lui a présenté. Socrate lui a entre autres appris que le baiser est la plus grande des incitations à l’amour : il doit porter à la prudence et la modération. Socrate dit enseigner que celui qui veut rester chaste doit aborder les passions amoureuses en évitant la pratique avec de belles personnes, et de ne pas embrasser de jeunes gens. Charmide souligne l’hypocrisie de son maître, qu’il a vu désirer Critobule. Socrate dit s’en être rendu compte, et il déclare avoir payé cette dette cinq jours durant ; il réplique par ailleurs en déclarant ne pas toucher Critobule avant qu’il ait porté la barbe.
Au tour de parole de Charmide, on lui demande pourquoi il a répondu en parlant de sa pauvreté. Il répond que quand il était riche, il craignait de perdre ses biens, et était sollicité de partout, entre autres pour son argent, sans véritable liberté de voyager, sans cesse taxé par l’État, craignant pour sa personne tout autant que ses possessions. Pauvre, sa liberté n’est plus tributaire du peuple, souffrant les gens qu’il fréquente ou croise. Lorsqu’il était riche, fréquenter Socrate le rendait ridicule ; à présent, il retire plus de bonheur de ses attentes que pendant sa période faste, lorsqu’il avait peur de ses pertes. Quand Callias lui demande s'il préfère ne jamais retrouver sa position d’avant, il répond que non ; il attend un bienfait avec plus de courage qu’avant d’en avoir vécu la perte.
Revenant sur la richesse dont il parlait au chapitre précédent, Antisthène explique que selon lui la richesse réside en l’âme et non dans ses possessions. Antisthène évoque en support à sa conclusion l’exemple de deux personnes, dont la première a tout ce qui lui est nécessaire, et l’autre manque sans cesse de tout alors qu’ils sont de richesses égales. Antisthène déclare qu’il est satisfait de sa condition, et qu’il sera toujours à même de gagner assez, même s’il était réduit à l’état d’homme pauvre. Il est satisfait de ce qu’il a, et attribue sa richesse et sa générosité aux enseignements de Socrate. Antisthène considère le loisir comme son plus grand bien. Callias aimerait partager la richesse dont parle Antisthène, parce que de lui l’État n’exige rien et personne ne lui en vaut en cas de refus de la partager. Nicératos cite Homère et se déclare intéressé, ce qui provoque le rire de tous.
Hermogène se disait fier de ses amis : il parlait en fait des dieux. À Socrate qui demande ce qui permet à Hermogène de se vanter de l’amitié des dieux, il dit qu’il prie pour eux, en échange de quoi ils lui permettent d’éviter de profaner et de mentir. 
Lorsque Callias demande le tour de parole pour Socrate, lui qui disait être fier de ses talents d’« entremetteur », définit le terme : celui rend ses gens agréables aux autres, complimentant Antisthène pour ses propres talents d’« entremetteur » parce qu’il a présenté Callias et Socrate à de nombreuses personnes.